# Mercedes-Benz O 317
Der O 317 ist ein Hochflur-Omnibusmodell der Marke Mercedes-Benz, das die Daimler-Benz AG von 1957 bis 1972 und als Fahrgestelle noch bis 1976 fertigte. Nach dem O 321 ist der O 317 das zweite in selbsttragender Bauweise konstruierte Busmodell von Daimler-Benz, anders als der O 321 wurde der O 317 jedoch als reiner Stadt- und Überlandbus konzipiert. Von Daimler-Benz wurden ausschließlich Solobusse gebaut, externe Karosseriebauunternehmen wie Vetter, Kässbohrer oder Gebr. Ludewig realisierten auch Gelenkbusse, Anderthalbdeckerbusse und Doppeldeckerbusse.

## Modelle

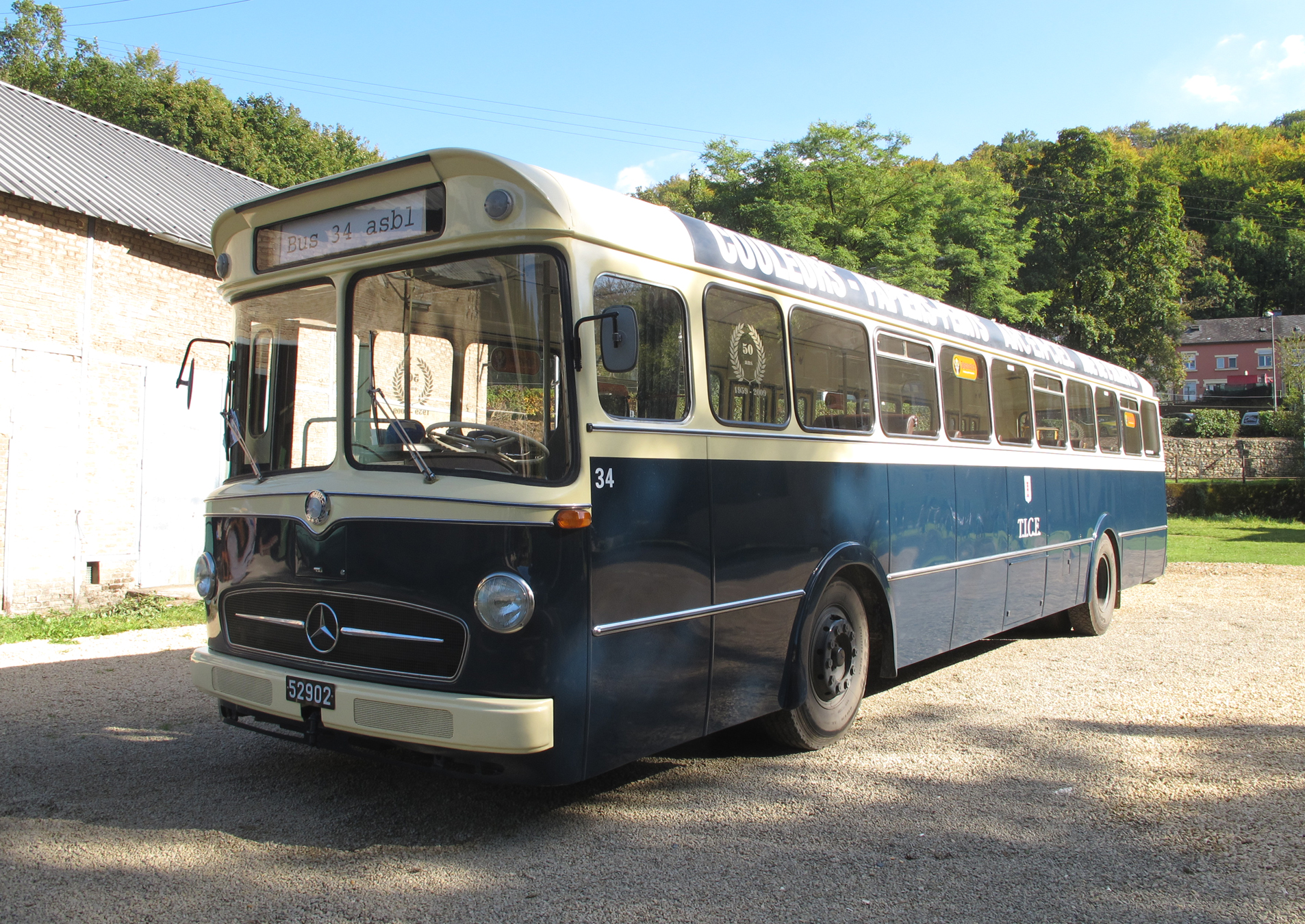
O 317, vor erstem Facelift (1959)
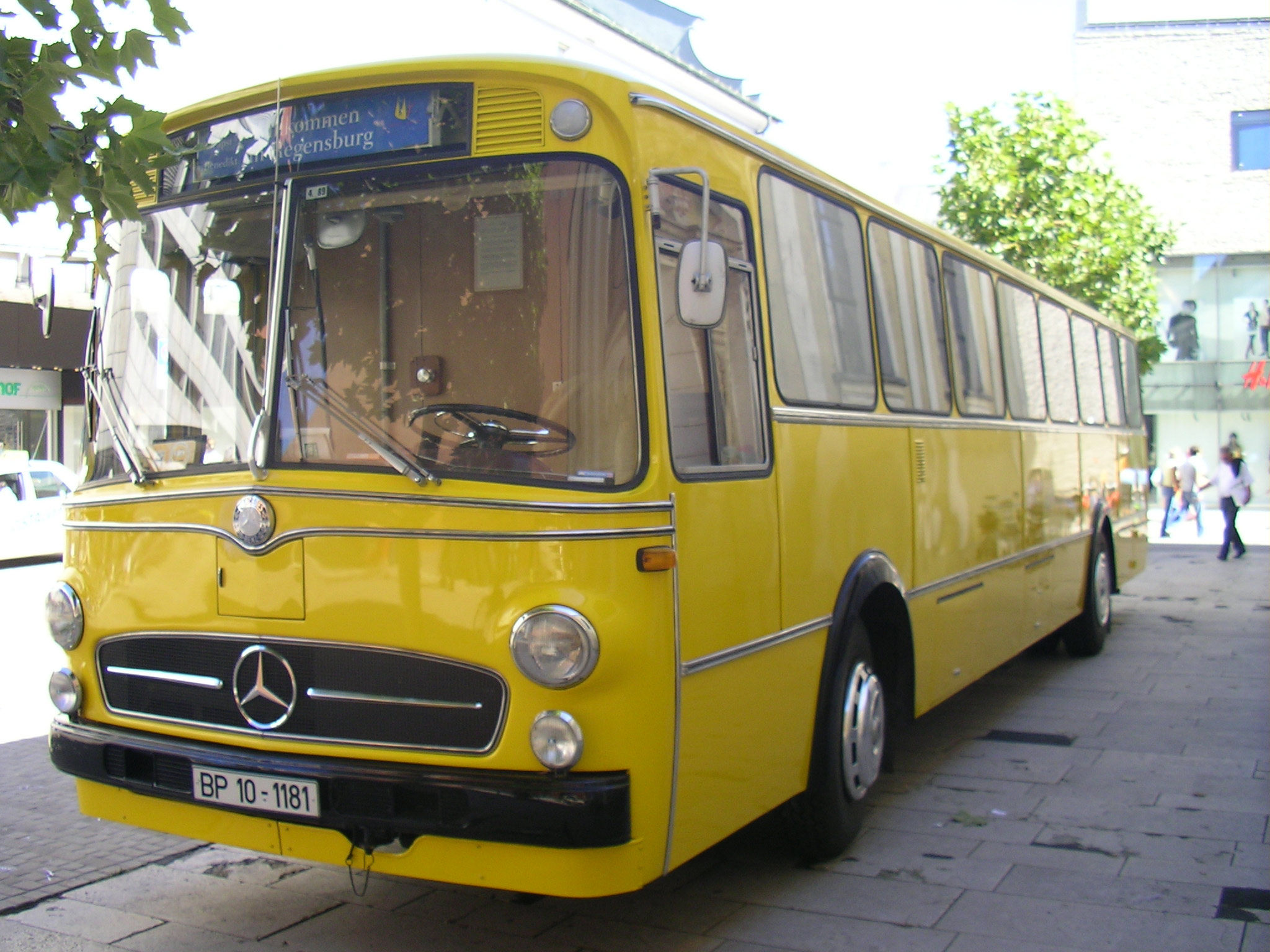
O 317 nach zweitem Facelift (1966)
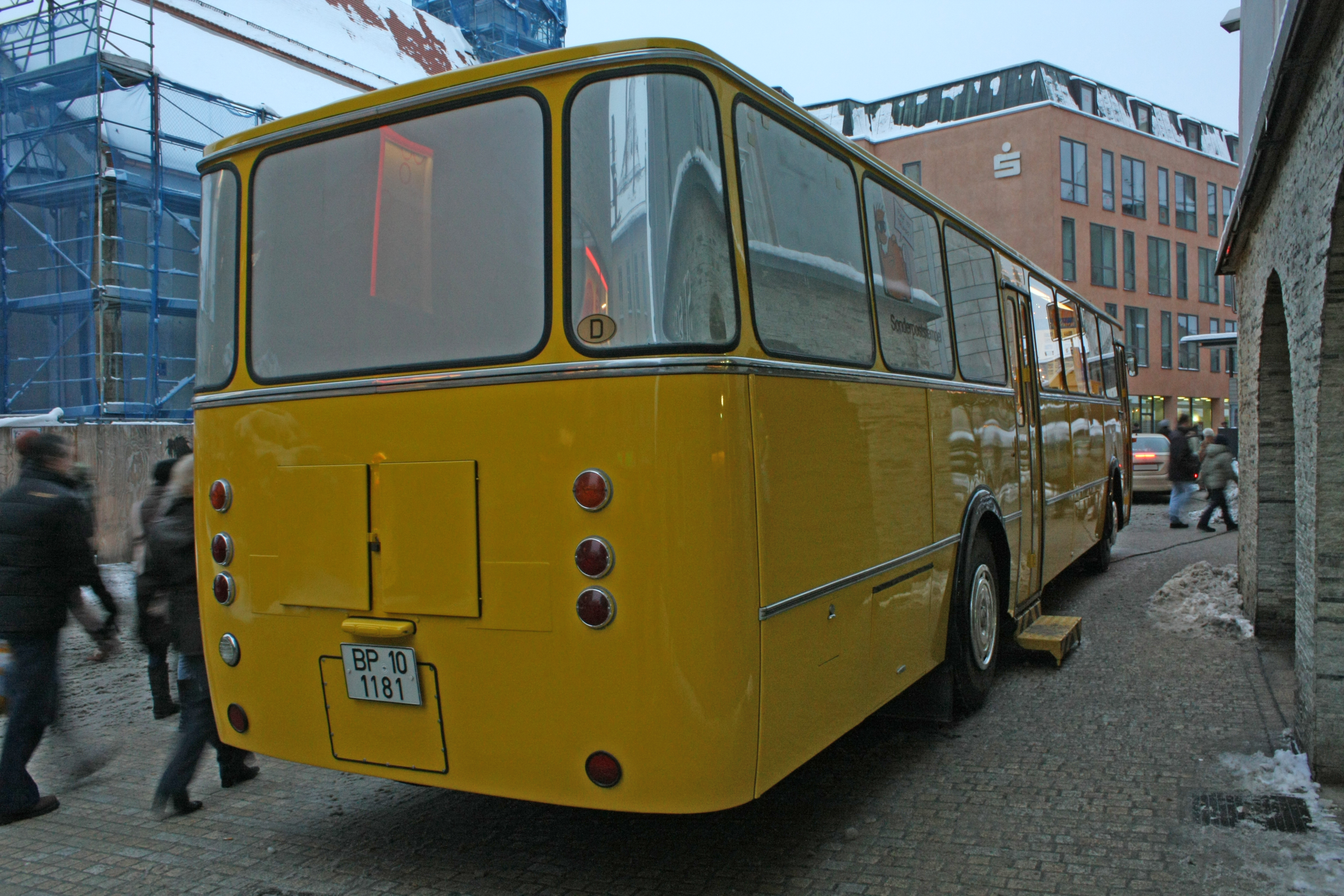
O 317 nach zweitem Facelift, Heckansicht
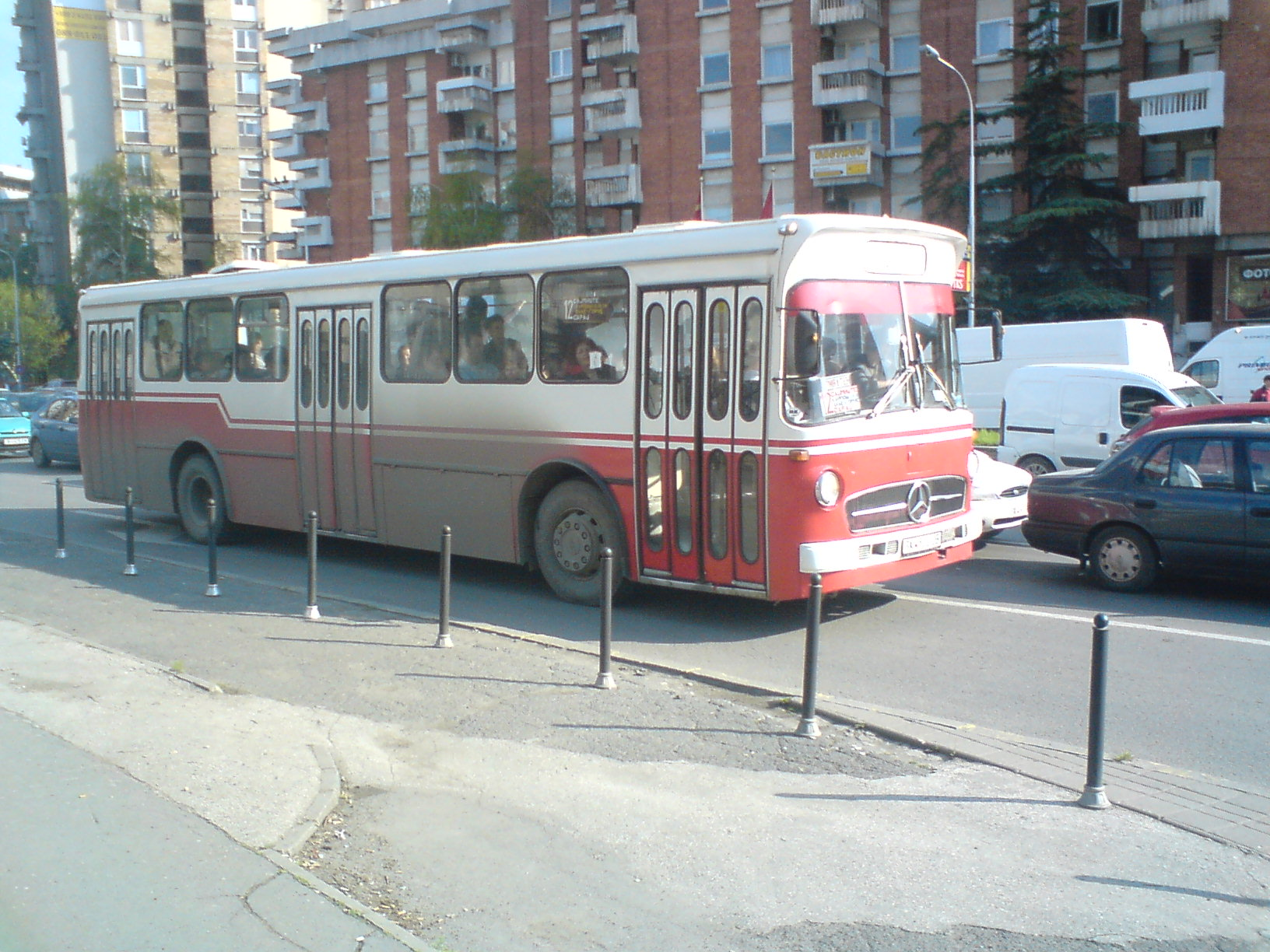
O 317 mit Aufbau eines Karosseriebauers, aufgenommen in Skopje (Nordmazedonien)
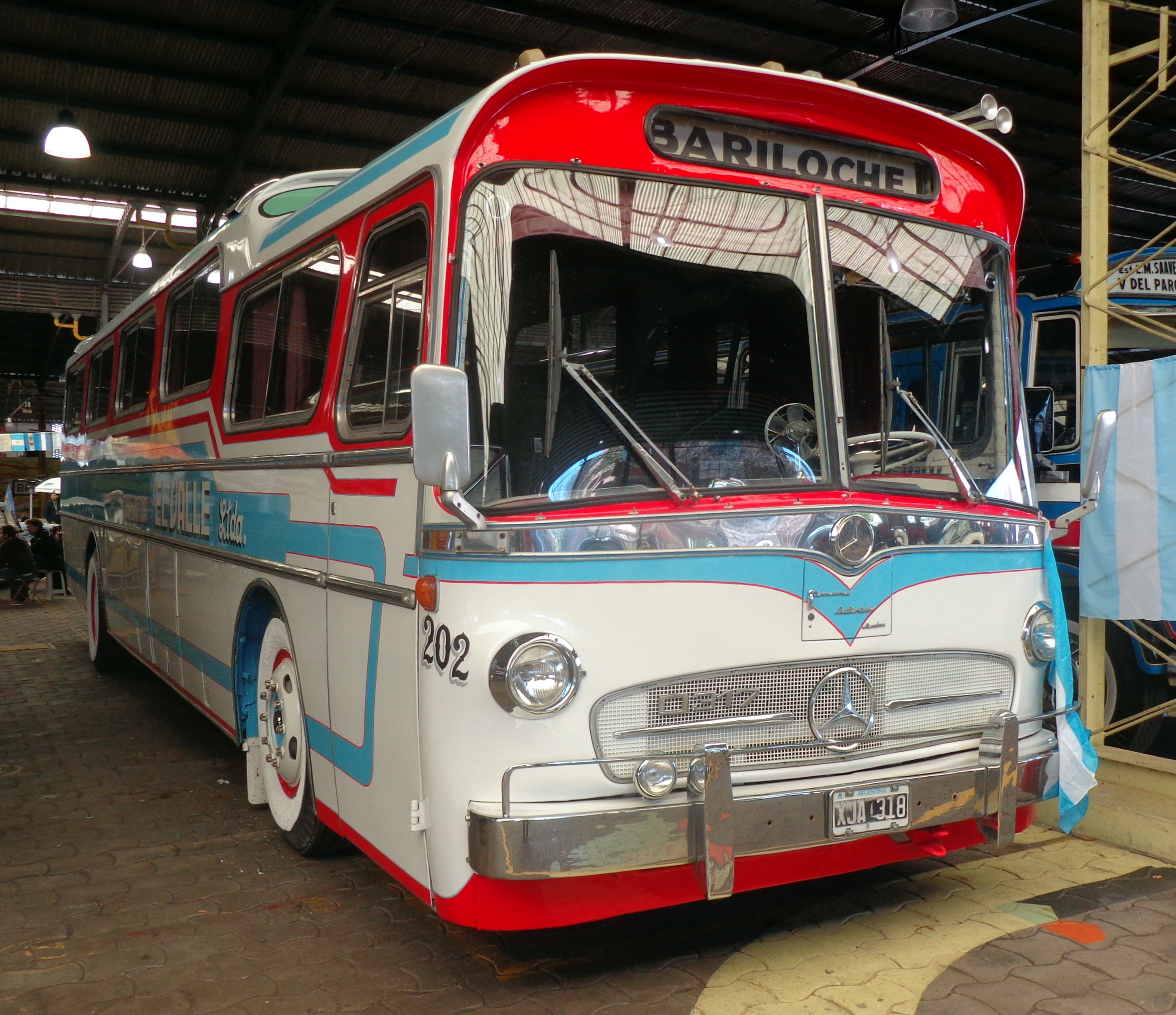
O 317 aus Argentinien mit Aufbau eines Karosseriebauers
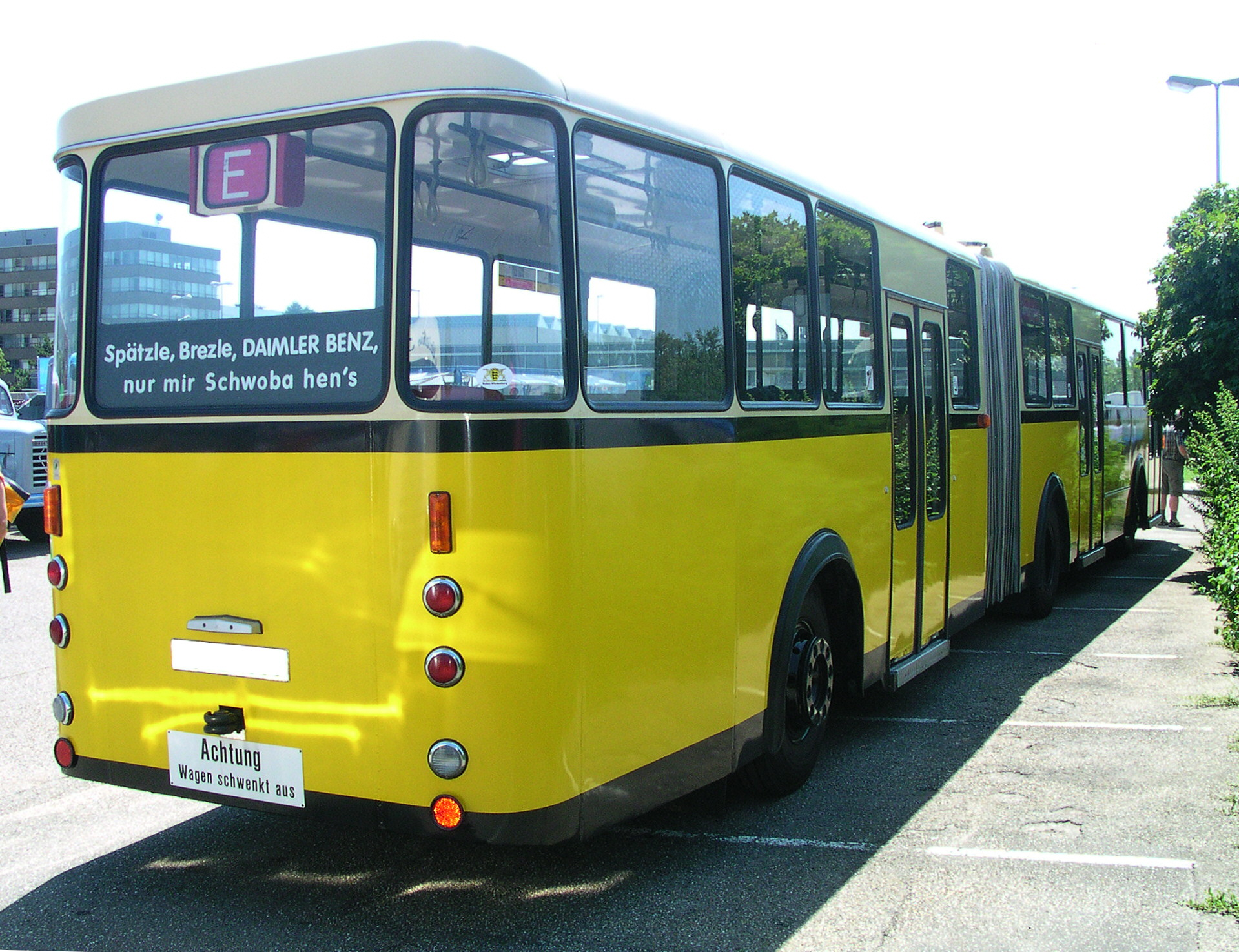
O-317-Gelenkbus von Vetter
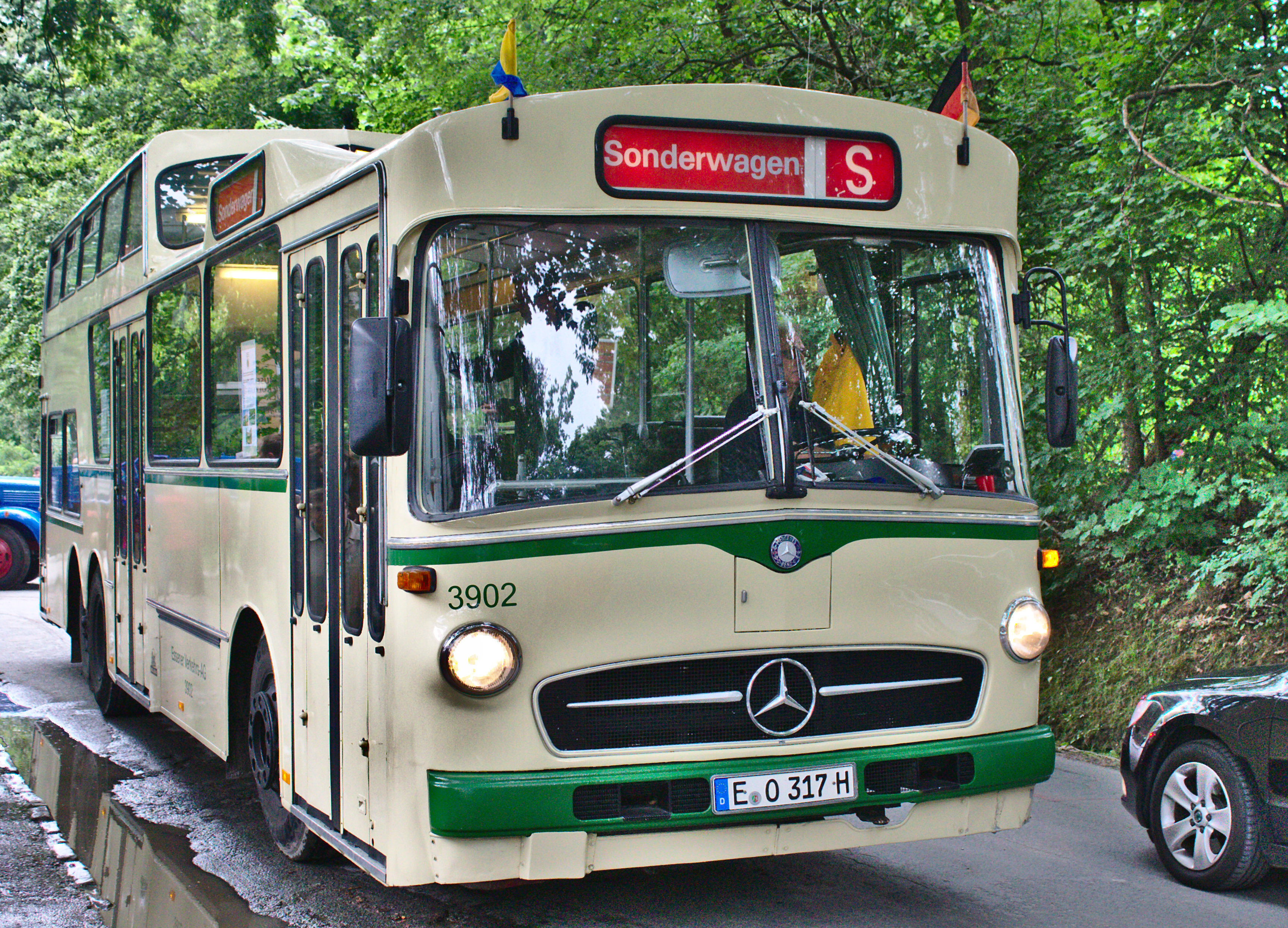
O 317 mit dritter Achse und Anderthalbdecker-Aufbau
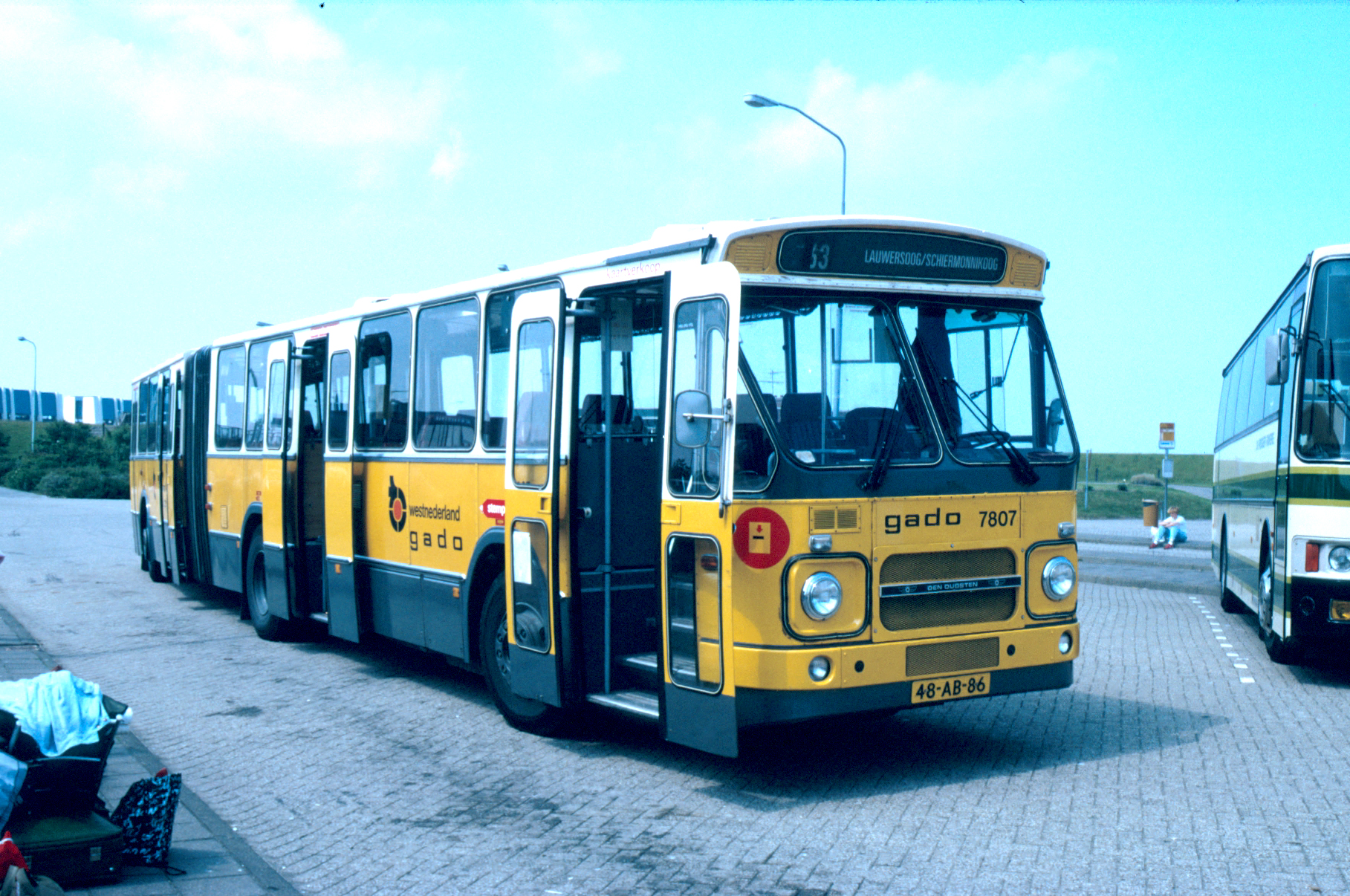
O 317 mit Den-Oudsten-Gelenkbus-Aufbau in den Niederlanden

Es wurden drei zweiachsige Solobus-Grundmodelle des O 317 gebaut: Zwei sich durch die Motorleistung unterscheidende 12 Meter lange Modelle, die beide die Bezeichnung O 317 tragen und das Modell mit verkürztem Radstand, den 1963 eingeführten, 11,2 Meter langen O 317 K. Dazu kommen die von anderen Firmen gebauten Anderthalbdecker- und Gelenkbusse und jene Busse mit Spezialkarosserien. Die Busse waren mit verschiedenen Sitz- und Türanordnungen lieferbar, es gab zwei-, drei- oder vierteilige Innenfalttüren.

### Zeitübersicht
- 1957: Einführung des O 317, Länge 12 m, Vorkammer-Dieselmotor OM 326, Leistung 200 DIN-PS (147 kW)
- 1958: Ergänzung des Modells mit 172 DIN-PS (126,5 kW) Motorleistung
- Sommer 1960: 192-DIN-PS-Motor (141 kW) auf Wunsch verfügbar
- Sommer 1961: erstes Facelift, Veränderungen vor allem an der Frontpartie, Dachkante weiter nach unten gezogen, Frontscheibe gewölbt, seitlicher Fahrtzielanzeiger an den hinteren oder vorderen Türen; 172-PS-Motor aus dem Programm genommen
- 1963: Einführung des 11,2 m langen Modells O 317 K mit verkürztem Radstand
- 1964: neuer Direkteinspritzmotor OM 346 mit wahlweise 185 oder 210 DIN-PS (136 oder 154,5 kW), neben der zweiflügeligen vorderen Tür (735 mm lichte Weite) auch neue dreiflügelige Tür mit 1130 mm lichter Weite beim O 317 K[2]
- 1966: zweites Facelift, Vergrößerung der Fensterflächen und höhergezogene Dachkanten, zweiter Wärmetauscher für die Heizung
- 1972: Einstellung der Produktion für die unter der Marke Mercedes-Benz verkauften Modelle
- 1976: endgültige Einstellung der Produktion von Bodengruppen für Fremdkarosseriefirmen

## Technische Beschreibung
Der O 317 ist ein zweiachsiger Frontlenker-Solobus in Hochflur-Bauweise. Die Karosserie ist mit der Bodengruppe verschweißt und selbsttragend. Der Dieselmotor ist unterflur zwischen den Achsen eingebaut; externe Karosseriebaufirmen wie Kässbohrer oder Vetter konnten so einen nicht angetriebenen Nachläufer anhängen, um einen Gelenkbus mit Antrieb auf die mittlere Achse zu realisieren, einen sogenannten Puller. Nachfolgend wird der von Daimler-Benz gebaute Solobus O 317 mit technischem Stand 1957 beschrieben.
Die beiden Achsen des Busses sind an Lenkern geführte Starrachsen, die vorn mit zwei und hinten mit vier Luftfedern abgefedert werden. Zur Dämpfung sind an beiden Achsen je vier Teleskopstoßdämpfer eingebaut. Während die Vorderachse einfachbereift ist, ist die Hinterachse doppeltbereift. Die Reifen der Größe 11 eHD sind auf Schrägschulterfelgen der Dimension 8–20 aufgezogen. Gebremst wird mit einer Westinghousebremse von Daimler-Benz, die mittels Druckluft auf Bremstrommeln mit 370 mm Durchmesser an allen vier Rädern wirkt. Die Lenkung ist eine ZF-Hydrolenkung, den O 317 gab es ausschließlich als Linkslenker.
Der Motor ist der OM 326, ein nicht aufgeladener Reihensechszylinder-Viertakt-Vorkammer-Dieselmotor mit Wasserkühlung und OHV-Ventilsteuerung. Der Motor hat 10,8 Liter Hubraum und leistet 200 DIN-PS (147 kW). Er ist unterhalb des Fußbodens vor der Hinterachse eingebaut und überträgt das Moment über eine Einscheibentrockenkupplung des Typs Fichtel & Sachs G 70 KR auf ein synchronisiertes mechanisches Stufengetriebe mit vier Vorwärtsgängen der Bauart Daimler-Benz G 32/70–4. Es ist mit dem Motor verblockt. Auf Wunsch war auch ein Hydromedia-Dreigangwandlergetriebe von ZF erhältlich. Angetrieben werden nur die Hinterräder.

## Technische Daten
| Kenngrößen                                     | O 317 (September 1957)                                                | O 317 (Mai 1961)                                                      | O 317 (Mai 1965)                                                      | O 317 K (Dezember 1966)                                                                |
| Abmessungen und Gewichte (mm / kg)             | Abmessungen und Gewichte (mm / kg)                                    | Abmessungen und Gewichte (mm / kg)                                    | Abmessungen und Gewichte (mm / kg)                                    | Abmessungen und Gewichte (mm / kg)                                                     |
| ---------------------------------------------- | --------------------------------------------------------------------- | --------------------------------------------------------------------- | --------------------------------------------------------------------- | -------------------------------------------------------------------------------------- |
| Radstand                                       | 5850                                                                  | 5850                                                                  | 6190                                                                  | 5850                                                                                   |
| Spurweite vorn                                 | 1980                                                                  | 1980                                                                  | 1980                                                                  | 1980                                                                                   |
| Spurweite hinten                               | 1790                                                                  | 1788                                                                  | 1788                                                                  | 1788                                                                                   |
| Bodenfreiheit                                  | 280                                                                   | 280                                                                   | 280                                                                   | 280                                                                                    |
| Länge                                          | 11925                                                                 | 11925                                                                 | 11920                                                                 | 11250                                                                                  |
| Breite                                         | 2500                                                                  | 2500                                                                  | 2500                                                                  | 2500                                                                                   |
| Höhe                                           | 2935                                                                  | 2955                                                                  | 2980                                                                  | 3050                                                                                   |
| Überhang vorn                                  | 2675                                                                  | 2675                                                                  | 2360                                                                  | 2050 / 2510 (bei dreiflügeliger Tür)                                                   |
| Überhang hinten                                | 3400                                                                  | 3400                                                                  | 3370                                                                  | 3300                                                                                   |
| Wendekreisdurchmesser                          | 21,6                                                                  | 21,7                                                                  | 21,7                                                                  | 20,3                                                                                   |
| Leergewicht                                    | abhängig vom Aufbau                                                   | ca. 8000 kg                                                           | ca. 8000 kg                                                           |                                                                                        |
| maximal zulässige Gesamtmasse                  | 15.220                                                                | 16.000                                                                | 16.000                                                                | 15.600                                                                                 |
| Motor                                          |                                                                       |                                                                       |                                                                       |                                                                                        |
| Motorbezeichnung                               | OM 326                                                                | OM 326                                                                | OM 346                                                                | OM 346                                                                                 |
| Motortyp                                       | Reihensechszylinder-Viertakt-Vorkammer-Saugdieselmotor                | Reihensechszylinder-Viertakt-Vorkammer-Saugdieselmotor                | Reihensechszylinder-Viertakt-Direkteinspritzer-Saugdieselmotor        | Reihensechszylinder-Viertakt-Direkteinspritzer-Saugdieselmotor                         |
| Ventilsteuerung                                | OHV-Ventilsteuerung                                                   | OHV-Ventilsteuerung                                                   | OHV-Ventilsteuerung                                                   | OHV-Ventilsteuerung                                                                    |
| Kühlsystem                                     | Wasserkühlung                                                         | Wasserkühlung                                                         | Wasserkühlung                                                         | Wasserkühlung                                                                          |
| Zündfolge                                      | 1-5-3-6-2-4                                                           | 1-5-3-6-2-4                                                           | 1-5-3-6-2-4                                                           | 1-5-3-6-2-4                                                                            |
| Masse                                          | 780 kg                                                                | 770 kg                                                                | 790 kg                                                                |                                                                                        |
| Verdichtungsverhältnis                         | 20,5 : 1                                                              | 20,5 : 1                                                              | 17 : 1                                                                | 17 : 1                                                                                 |
| mittlerer Arbeitsdruck                         | 7,99 bar                                                              | 7,45 bar                                                              | 8,24 bar                                                              | 7,11 bar                                                                               |
| Einspritzdruck                                 | 132,39 bar                                                            | 132,39 bar                                                            | 171,62 bar                                                            | 171,62 bar                                                                             |
| Bohrung × Hub                                  | 128 mm × 140 mm                                                       | 128 mm × 140 mm                                                       | 128 mm × 140 mm                                                       | 128 mm × 140 mm                                                                        |
| Hubraum                                        | 10.810 cm3                                                            | 10.810 cm3                                                            | 10.810 cm3                                                            | 10.810 cm3                                                                             |
| Nennleistung                                   | 200 DIN-PS / 147 kW (220 SAE-PS brutto) bei 2200 min−1                | 172 DIN-PS / 127 kW (190 SAE-PS brutto) bei 2200 min−1                | 210 DIN-PS / 154 kW bei 2200 min−1                                    | 185 DIN-PS / 136 kW bei 2200 min−1                                                     |
| maximales Drehmoment                           | 70 kp·m / 686 N·m bei 1300 min−1                                      | 65 kp·m / 637 N·m bei 1300 min−1                                      | 74 kp·m / 726 N·m bei 1300 min−1                                      | 64 kp·m / 628 N·m bei 1300 min−1                                                       |
| Weitere Daten                                  |                                                                       |                                                                       |                                                                       |                                                                                        |
| Kraftstoffverbrauch nach DIN 70030             | keine Angabe                                                          | 20,2 l/100 km                                                         | keine Angabe                                                          | keine Angabe                                                                           |
| Kupplung (mit Schaltgetriebe)                  | Fichtel & Sachs G 70 KR                                               | Fichtel & Sachs G 70 KR                                               | Fichtel & Sachs G 70 KR                                               | Fichtel & Sachs G 70 KR                                                                |
| Getriebetyp                                    | Daimler-Benz G 32/70–4                                                | Daimler-Benz G 32/70–4                                                | Daimler-Benz G 32/70–4                                                | Daimler-Benz G 32/70–4                                                                 |
| Getriebeübersetzungen (mit Getriebe G 32/70–4) | 1. Gang: 4,24 2. Gang: 2,60 3. Gang: 1,59 4. Gang: 1,00 R-Gang: 4,216 | 1. Gang: 4,24 2. Gang: 2,60 3. Gang: 1,59 4. Gang: 1,00 R-Gang: 4,216 | 1. Gang: 4,24 2. Gang: 2,60 3. Gang: 1,59 4. Gang: 1,00 R-Gang: 4,216 | 1. Gang: 4,24 2. Gang: 2,60 3. Gang: 1,59 4. Gang: 1,00 R-Gang: 4,216                  |
| Höchstgeschwindigkeit (mit Getriebe G 32/70–4) | 70 km/h                                                               | 70 km/h                                                               | 70,1 km/h                                                             | 68,5 km/h                                                                              |
| Übersetzungsverhältnis Getriebe / Hinterräder  | 6,17 : 1                                                              | 6,17 : 1                                                              | 6,143 : 1 Auf Wunsch: 5,625 : 1 oder 4,875 : 1                        | 6,143 : 1 Auf Wunsch: 5,625 : 1 oder 4,875 : 1                                         |
| Getriebetyp auf Wunsch                         | 1. ZF Hydromediagetriebe 2 HM–70 2. ZF Hydromediagetriebe 3 HM–70     | 1. Voith-Diwabus-Getriebe J + BR 2. ZF Hydromediagetriebe 2 HM–70     | 1. Voith-Diwabus-Getriebe J + BR 2. ZF Hydromediagetriebe 2 HM–70     | 1. Voith-Diwabus-Getriebe J + BR 2. ZF Hydromediagetriebe 2 HM–70 3. Daimler-Benz G 60 |